# LGBT práva v Zambii

Duhová mapa Zambie

Lesby, gayové, bisexuálové a translidé se v Zambii setkávají s právními komplikacemi neznámými pro většinové obyvatelstvo. Stejnopohlavní sexuální aktivita je, jak mezi muži, tak i ženami, ilegální.
Jako bývalá kolonie Britského impéria přebírala Zambie až do získání nezávislosti v r. 1964 jeho zákony a systém práva. Zákony týkající se homosexuality se od té doby nijak nezměnily a v souladu se zákony proti sodomii je homosexualita taktéž dávána do souvislosti s bestialitou.
Sociální postoje k LGBT lidem jsou ve většině případů negativní s přesvědčením, že je homosexualita amorální, až satanská. V r. 1999 vznikla nevládní organizace Zambie proti lidem s abnormálními sexuálními akty (Zambia Against People with Abnormal Sexual Acts, ZAPASA), jejímž cílem je bojovat s homosexuály a homosexualitou v Zambii.
V pozadí sociálních postojů k homosexualitě stojí s největší pravděpodobností vliv fundamentálních evangelikálních misionářů v období protektorátu Severní Rhodesie. V průzkumu zveřejněném v r. 2010 se pouze 2 % Zambijců vyslovilo pro morální akceptaci homosexuality; což je o devět procentních bodů méně než v Ugandě (11 % akceptace).
Ticho okolo mužů souložících s muži by mělo přestat, protože by nikdo neměl být diskriminován pro jeho sexuální orientaci," takto se v r. 2013 vyjádřila zambijská první dáma Christine Kasebová.
Podle aktuálních výzkumů je v Zambii zcela běžné vyšetřovat homosexuálními bolestivými a ponižujícími análními vyšetřeními.

## Zákony týkající se stejnopohlavní sexuální aktivity
O souloži mezi lidmi stejného pohlaví se mluví v Kapitole č. 87, sekcích 155-157 zambijského trestního zákona.
Sekce 155 ("Smilstvo proti přírodě") vykresluje homosexuální sex (vágně popisovaný jako tělesný kontakt s jinou osobou proti přírodním zákonům) jako závažný zločin, za nějž lze uložit trest odnětí svobody v délce trvání 14 let.
| „ | Kdo- (a) s jiným naváže tělesný kontakt odporující zákonům přírody; nebo ... (c) umožní muži mít s ním nebo s ní tělesný kontakt odporující zákonům přírody; bude potrestán odnětím svobody v délce trvání 14 let. | “ |

Sekce 156 ukládá trest odnětí svobody v délce trvání sedmi let za jakýkoli pokus o smilstvo proti přírodě. V závěru sekce 157 trestá akt "hrubé obscénnosti" mezi muži spáchaný jak na veřejnosti, tak i v soukromí. Osoby obviněné a usvědčené ze spáchání trestného činu podle sekce 157 budou potrestány odnětím svobody v délce trvání pěti let. Za trestný se považuje i pokus o jakýkoli akt hrubé obscénnosti, či svedení jiné osoby ke spáchání aktu hrubé obscénnosti.
| „ | Muž, který na veřejnosti i v soukromí, vykoná akt hrubé obscénnosti s jiným mužem, nebo přiměje jiného muže k vykonání aktu hrubé obscénnosti s ním, nebo se pokusí přimět muže k vykonání aktu hrubé obscénnosti s ním či s jiným mužem, bude potrestán odnětím svobody v délce trvání pěti let. | “ |

Ačkoli se zambijský trestní zákoník nezmiňuje přímo o dobrovolné souloži mezi ženami, tak Kapitola č. 87, sekce 155 obsahuje nepřímou zmínku i o lesbismu.
Nicméně jako všechny bývalé britské východoafrické a jihoafrické kolonie přijala Zambie v 90. letech vlastní ústavu, čímž zrušila většinu trestních zákonů z období před r. 1964. Tato ústava obsahuje velmi rozsáhlou anti-diskriminační ochranu, kterou z většiny okopírovala ze Všeobecné deklarace lidských práv a základních svobod. Z toho důvodu lze argumentovat tím, že jsou homoexuálové ústavně chráněni podle článku 23 ústavy z r. 1996:
| „ | 23. Ochrana před diskriminací na základě rasy atd. (1) V souladu s ustanoveními (4), (5) a (7) nelze tvořit žádný zákon, který je buď ze své podstaty diskriminující, nebo ze svého účinku. (2) V souladu s ustanoveními (6), (7) a (8) nemůže být nikdo podroben jakémukoli diskriminačnímu zacházení ze strany jiné osoby ani, pokud jedná na základě psaného zákona nebo při výkonu funkce veřejného činitele nebo jiné veřejné autority. (3) V tomto článku se za "diskriminační" považuje jakékoli rozdílné zacházení s osobami na základě jejich rasy, kmenové příslušnosti, pohlaví, původu, rodinného stavu, politického přesvědčení, barvy pleti nebo náboženského přesvědčení, přičemž jiné osobám se takového zacházení nedostává, případně jsou oproti výše zmíněným jinak zvýhodňovány. | “ |

Ústava je vrcholem právního řádu a jakékoli zákony s nižší právní silou, které jejím ustanovením odporují, se automaticky ruší. Testu kompatibility s ústavou může být podroben i trestní zákoník. Dojde-li se k závěru, že je kriminalizace homosexuality neústavní, pak lze veškerá opatření proti ní automaticky zrušit.

## Stejnopohlavní soužití
Zambie nedává stejnopohlavním svazkům žádný právní status. V r. 2006 potvrdil ministr vnitra Ronnie Shikapwasha, že Zambie sňatky osob stejného pohlaví nikdy neuzákoní, protože se jedná o hřích a útok na křesťanskou tradici země.
V únoru 2010 přijala Národní ústavní konference (National Constitutional Conference, NCC) jednomyslně novou klauzuli zakazující manželství mezi osobami téhož pohlaví.

## Ústavní ochrana před diskriminací
Zambijská ústava obsahuje nepřímá ustanovení o ochraně před diskriminací na základě sexuální orientace. Ústva z r. 1991, novelizovaná zákonem č. 17 z r. 1996, obsahuje anti-diskriminační klauzuli prezentovanou v článku 23 dokumentu. Podle článku 23(1) "nelze tvořit žádný zákon, který je buď ze své podstaty diskriminující, nebo ze svého účinku žádný zákon, který je buď ze své podstaty diskriminující, nebo ze svého účinku". Článek 23(2) dále zakazuje diskriminaci "ze strany jiné osoby ani, pokud jedná na základě psaného zákona nebo při výkonu funkce veřejného činitele nebo jiné veřejné autority" a článek 23(3) definuje diskriminaci jako rozdílné zacházení s osobami na základě rady, kmenového původu, pohlaví, původu, rodinného stavu, politického přesvědčení, barvy pleti nebo náboženského přesvědčení.

## Životní podmínky
Ve zprávě, kterou předložily Global Rights a International Lesbian Human Rights Commission Výboru OSN pro lidská práva má kriminalizace dobrovolného homosexuálního sexu v Zambii devastující dopad na homosexuálně cítící Zambijce. Zpráva rovněž poukazuje na svévolné zatýkání a uvězňování LGBT osob, jejich diskriminaci ve školství, bydlení, zaměstnání, přístupu ke službám a vydírání pod hrozbou jejich nahlášení úřadům.
Podle vyjádření nevládní organizace Behind the Mask zabývající se LGBT záležitostmi na africkém kontinentu  žije většina LGBT Zambijců v utajení z důvodu obav ze šikany a násilí. Lesby jsou podle organizace vyhodnocovány jako nejzranitelnější skupina kvůli patriarchální struktuře zambijské společnosti.
Zpráva Ministerstva zahraničí Spojených států amerických, oddělení lidských práv, z r. 2010 shledala, že zambijská vláda aktivně vymáhá zákony kriminalizující homosexuální styk a namísto boje se sociální diskriminací ji naopak podporuje. Sociální násilí proti hmosexuálním lidem je časté, zejména v zaměstnání, bydlení a přístupu ke vzdělání a zdravotní péči.

### Penalizace LGBT aktivismu
Zambijská vláda aktivismus za práva LGBT neuznává.
V r. 1998 se během svého projevu v Národním shromáždění vyslovil viceprezident Christon Tembo pro kriminalizaci kohokoli, u koho se prokáže angažmá v podpoře gay práv. Jako důvod uvedl ochranu veřejné morálky. Prezident Frederick Chiluba nazval homosexualitu "nebiblickou" a "proti přírodě".
Později nařídil ministr vnitra Peter Machungwa zahájit trestní řízení proti jakémukoli jednotlivci či skupině, které se pokusí formálně registrovat jako organizace bojující za LGBT práva. Herbert Nyendwa z Registru společností uvedl, že nikdy nepřizná žádné LGBT organizaci status občanské společnosti.

### HIV/AIDS
Až do července 2007 neproběhly v Zambii žádné veřejné ani soukromé preventivní programy HIV směřující na homosexuální muže, kteří činí v průměru až 17 % nakažených.. Ačkoli muži souložící s jinými muži spadají do rizikové skupiny z hlediska přenosu viru HIV, tak vládou sponzorovaný National AIDS Control Programm se o homosexuálních vztazích nezmiňuje.
V červnu 2007 udělilo zambijské Ministerstvo zdravotnictví souhlas se spouštěním programu vyhodnocení pravděpodobnosti šíření viru HIV/AIDS mezi homosexuálními muži. Program proběhl ve spolupráci s Ministerstvem zdravotnictví, Center for Disease Control and Prevention, Society for Family Health a Population Services International.

## Souhrnný přehled
| Legální stejnopohlavní styk                                                             | (Trest: Až 14 let vězení) |
| Stejný věk legální způsobilosti k pohlavnímu styku pro obě orientace                    | No                        |
| Anti-diskriminační zákony v zaměstnání                                                  | No                        |
| Anti-diskriminační zákony v přístupu ke zboží a službám                                 | No                        |
| Anti-diskriminační zákony v ostatních oblastech (homofobní urážky, zločiny z nenávisti) | No                        |
| Stejnopohlavní soužití                                                                  | No                        |
| Adopce dítěte partnera                                                                  | No                        |
| Společná adopce dětí stejnopohlavními páry                                              | No                        |
| Gayové a lesby smějí otevřeně sloužit v armádě                                          |                           |
| Možnost změny pohlaví                                                                   | No                        |
| Přístup k umělému oplodnění pro lesbické ženy                                           | No                        |
| Náhradní mateřství pro gay páry                                                         | No                        |
| MSM smějí darovat krev                                                                  | No                        |